# Stay - Nel labirinto della mente
(Tagline del film)
Stay - Nel labirinto della mente è un film thriller psicologico statunitense del 2005 diretto da Marc Forster e scritto da David Benioff. Interpretato da Ewan McGregor, Naomi Watts, Ryan Gosling e Bob Hoskins, con la produzione di Regency e la distribuzione di 20th Century Fox. Il film narra di come vengono vissute le relazioni intense andandosi ad incentrare sulla realtà, sull'amore, sulla morte, sul suicidio e sull'aldilà.

## Trama
Il film si apre con un incidente d'auto sul ponte di Brooklyn: viene mostrato un ragazzo, Henry Letham, seduto vicino a un'auto in fiamme.
Il dottor Sam Foster, uno psichiatra, si trova per le mani il caso di Henry, seguìto da una sua collega che ha avuto un crollo nervoso. Henry sente delle voci nella testa e ha manie di persecuzione, addossandosi la colpa  della morte dei propri genitori, seppure essi sembrerebbero essere in vita. Inoltre, Henry ha l'inquietante facoltà di prevedere discorsi futuri o eventi che devono ancora accadere.
Le cose peggiorano, quando il giovane confida al dottore che ha organizzato il proprio suicidio per il sabato di quella stessa settimana, giorno del suo ventunesimo compleanno. Sam, la cui compagna Lila aveva tentato anni prima il suicidio, salvandosi solo grazie al suo aiuto, si sente obbligato a  fermare a tutti i costi il ragazzo, ma a questo punto Henry scompare. Sam investiga sul suo passato e, d'improvviso, si ritrova invischiato nelle stesse assurde allucinazioni di cui era preda il giovane.
Sam infatti riesce a parlare con la madre di Henry, solo per poi scoprire dalla polizia che la donna è morta da tempo; conosce Athena, la ragazza di cui Henry è innamorato, ma, quando si trova a rivivere più di una volta questa e altre situazioni simili, inizia a domandarsi se non siano tutte allucinazioni. Alla fine Sam, aiutato da Lila, ha un'intuizione relativa a dove Henry potrebbe tentare il suicidio. Raggiunto il ragazzo sul ponte di Brooklyn, lo trova con una pistola in mano, pronto a suicidarsi: Henry infila la pistola in bocca e fa partire un colpo e Sam non riesce ad impedirgli il gesto estremo.
A questo punto, viene ripresa la scena iniziale dell'incidente: Henry era rimasto gravemente ferito in quell'incidente, mentre i suoi genitori erano effettivamente morti. Sam, in realtà un medico, aveva fatto il possibile per salvare la vita di Henry, coadiuvato da Lila, che scopriamo essere un'infermiera. Tutti i personaggi, che man mano sono stati presentati durante il film, altri non erano che spettatori dell'incidente, i quali esprimono dei commenti mentre Sam e Lila si trovano attorno al corpo ferito di Henry. Purtroppo, nonostante gli sforzi, non riescono a salvargli la vita, ed Henry muore.
L'intero avvicendarsi del film è quindi una proiezione mentale di Henry, basata sui volti delle persone che vede attorno a sé, nel lasso di tempo che va dall'incidente al sopraggiungere della morte (nella mente di Henry Sam diventa il suo psichiatra, e l'infermiera Lila un'ex paziente, nonché ragazza di Sam).

## Colonna Sonora
- Angel (Massive Attack)